# Elecciones provinciales de San Juan de 2003
El 5 de octubre de 2003 se realizaron elecciones para elegir Gobernador, vicegobernador y 34 diputados provinciales. El resultado estableció que el peronista José Luis Gioja fuera elegido gobernador de la provincia con un 38% de los votos.

## Reglas electorales
- Gobernador y vicegobernador electos por mayoría simple.
- 34 diputados, la totalidad de los miembros de la Cámara de Diputados Provincial:
  - 15 diputados electos por toda la provincia por sistema d'Hondt.
  - 19 diputados electos por cada uno de los 19 departamentos en los que se divide la provincia, usando mayoría simple.

## Resultados

### Gobernador y vicegobernador
| Fórmula                | Fórmula                       | Partido/Alianza       | Partido/Alianza                     | Partido/Alianza                     | Votos   | %     |
| Gobernador             | Vicegobernador                | Partido/Alianza       | Partido/Alianza                     | Partido/Alianza                     | Votos   | %     |
| ---------------------- | ----------------------------- | --------------------- | ----------------------------------- | ----------------------------------- | ------- | ----- |
| José Luis Gioja        | Marcelo Lima                  |                       |                                     | Frente para la Victoria             | 115.018 | 38,12 |
| José Luis Gioja        | Marcelo Lima                  |                       | Partido Intransigente               | 9.775                               | 3,24    |       |
| José Luis Gioja        | Marcelo Lima                  | Total Gioja - Lima    | Total Gioja - Lima                  | Total Gioja - Lima                  | 124.793 | 41,36 |
| Roberto Basualdo       | Alberto Valentín Hensel       |                       | Frente Movimiento Vida y Compromiso | Frente Movimiento Vida y Compromiso | 92.768  | 30,75 |
| Wbaldino Acosta        | Julio César Conca             |                       | Frente Provincia Unida              | Frente Provincia Unida              | 57.964  | 19,21 |
| Nancy Avelín           | Talal Quintar                 |                       | Cruzada Renovadora                  | Cruzada Renovadora                  | 14.257  | 4,73  |
| Alberto Manuel Sánchez | Martha Sandra Pontoriero      |                       | Dignidad Ciudadana                  | Dignidad Ciudadana                  | 5.461   | 1,81  |
| Rubén Aníbal Miranda   | José Salvador Proto           |                       | Alternativa Progresista (PS - ARI)  | Alternativa Progresista (PS - ARI)  | 2.466   | 0,82  |
| Atilio Boggián         | Angélica del Carmen Quinteros |                       | Recrear para el Crecimiento         | Recrear para el Crecimiento         | 2.064   | 0,68  |
| José Arnoldo Mini      | Luis Antonio Ramos            |                       | Izquierda Unida (PCA - MST)         | Izquierda Unida (PCA - MST)         | 1.922   | 0,64  |
| Votos positivos        | Votos positivos               | Votos positivos       | Votos positivos                     | Votos positivos                     | 301.695 | 94,37 |
| Votos en blanco        | Votos en blanco               | Votos en blanco       | Votos en blanco                     | Votos en blanco                     | 16.093  | 5,03  |
| Votos nulos            | Votos nulos                   | Votos nulos           | Votos nulos                         | Votos nulos                         | 1.892   | 0,59  |
| Participación          | Participación                 | Participación         | Participación                       | Participación                       | 319.680 | 77,39 |
| Electores registrados  | Electores registrados         | Electores registrados | Electores registrados               | Electores registrados               | 413.060 | 100   |
| Fuente:                |                               |                       |                                     |                                     |         |       |

### Cámara de Diputados
| Partido/Alianza       | Partido/Alianza                                     | Diputado proporcional | Diputado proporcional | Diputado proporcional | Diputado proporcional | Diputado departamental | Diputado departamental | Diputado departamental | Bancas totales |
| Partido/Alianza       | Partido/Alianza                                     | Votos                 | %                     | Bancas                | Electos | Votos                  | %                      | Bancas                 | Bancas totales |
| --------------------- | --------------------------------------------------- | --------------------- | --------------------- | --------------------- | --- | ---------------------- | ---------------------- | ---------------------- | -------------- |
|                       | Frente para la Victoria                             | 102.006               | 36,56                 | 7/15                  | Ver electos: - Julio Rolando Coll - Raymundo Alfredo Duarte - Eduardo Luis Leonardelli - Griselda Irene Romera - Javier Ruiz Álvarez - Héctor Daniel Tomás - Federico Hugo Zalazar | 96.467                 | 34,19                  | 11/19                  | 18/34          |
|                       | Frente Movimiento Vida y Compromiso                 | 80.005                | 28,68                 | 5/15                  | Ver electos: - Rosalía María Garro - Armando Ramón Campos - Adriana del Carmen Marino - Juan Bautista Sánchez - Ricardo Jorge Farías                                               | 77.615                 | 27,51                  | 5/19                   | 10/34          |
|                       | Frente Provincia Unida                              | 53.564                | 19,20                 | 3/15                  | Ver electos: - Mario Osvaldo Capello - Alfredo Castillo - Juan Gilberto Maratta | 60.321                 | 21,38                  | 3/19                   | 6/34           |
|                       | Cruzada Renovadora                                  | 13.860                | 4,97                  |                       | | 13.499                 | 4,78                   |                        |                |
|                       | Partido Intransigente                               | 8.649                 | 3,10                  | 9.132                 | 3,24 |                        |                        |                        |                |
|                       | Dignidad Ciudadana                                  | 6.613                 | 2,37                  | 5.746                 | 2,04 |                        |                        |                        |                |
|                       | Frente Movimiento Popular y Social (UP - PUL - PSR) | 3.588                 | 1,29                  | 6.070                 | 2,15 |                        |                        |                        |                |
|                       | Partido Federal                                     | 3.216                 | 1,15                  | 4.671                 | 1,66 |                        |                        |                        |                |
|                       | Alternativa Progresista (PS - ARI)                  | 2.979                 | 1,07                  | 2.384                 | 0,84 |                        |                        |                        |                |
|                       | Recrear para el Crecimiento                         | 2.434                 | 0,87                  | 3.058                 | 1,08 |                        |                        |                        |                |
|                       | Izquierda Unida (PCA - MST)                         | 2.059                 | 0,74                  | 1.868                 | 0,66 |                        |                        |                        |                |
|                       | Frente Grande                                       | —                     | —                     | 1.320                 | 0,47 |                        |                        |                        |                |
| Votos positivos       | Votos positivos                                     | 278.973               | 87,27                 | 282.151               | 88,26 |                        |                        |                        |                |
| Votos en blanco       | Votos en blanco                                     | 38.745                | 12,12                 | 35.590                | 11,13 |                        |                        |                        |                |
| Votos nulos           | Votos nulos                                         | 1.962                 | 0,61                  | 1.939                 | 0,61 |                        |                        |                        |                |
| Participación         | Participación                                       | 319.680               | 77,39                 | 319.680               | 77,39 |                        |                        |                        |                |
| Electores registrados | Electores registrados                               | 413.060               | 100                   | 413.060               | 100 |                        |                        |                        |                |
| Fuentes:              |                                                     |                       |                       |                       | |                        |                        |                        |                |

#### Resultados por departamentos
| 25 de Mayo 1 Diputado   | 25 de Mayo 1 Diputado               | 25 de Mayo 1 Diputado | 25 de Mayo 1 Diputado | 25 de Mayo 1 Diputado       |
| Partido/Alianza         | Partido/Alianza                     | Votos                 | %                     | Electo                      |
| ----------------------- | ----------------------------------- | --------------------- | --------------------- | --------------------------- |
|                         | Frente para la Victoria             | 3.299                 | 47,91                 | - Rolando Daniel Melián     |
|                         | Frente Movimiento Vida y Compromiso | 1.876                 | 27,24                 |                             |
|                         | Frente Provincia Unida              | 942                   | 13,68                 |                             |
|                         | Cruzada Renovadora                  | 504                   | 7,32                  |                             |
|                         | Frente Movimiento Popular y Social  | 212                   | 3,08                  |                             |
|                         | Recrear para el Crecimiento         | 53                    | 0,77                  |                             |
| Votos positivos         | Votos positivos                     | 6.886                 | 88,78                 |                             |
| Votos en blanco         | Votos en blanco                     | 856                   | 11,04                 |                             |
| Votos nulos             | Votos nulos                         | 14                    | 0,18                  |                             |
| Participación           | Participación                       | 7.756                 | 80,57                 |                             |
| Electores registrados   | Electores registrados               | 9.626                 | 100                   |                             |
| 9 de Julio 1 Diputado   |                                     |                       |                       |                             |
| Partido/Alianza         | Partido/Alianza                     | Votos                 | %                     | Electo                      |
|                         | Frente Provincia Unida              | 1.959                 | 46,82                 | - Fátima Julia Farías       |
|                         | Frente para la Victoria             | 1.235                 | 29,52                 |                             |
|                         | Frente Movimiento Vida y Compromiso | 948                   | 22,66                 |                             |
|                         | Cruzada Renovadora                  | 42                    | 1,00                  |                             |
| Votos positivos         | Votos positivos                     | 4.184                 | 94,92                 |                             |
| Votos en blanco         | Votos en blanco                     | 210                   | 4,76                  |                             |
| Votos nulos             | Votos nulos                         | 14                    | 0,32                  |                             |
| Participación           | Participación                       | 4.408                 | 85,64                 |                             |
| Electores registrados   | Electores registrados               | 5.147                 | 100                   |                             |
| Albardón 1 Diputado     |                                     |                       |                       |                             |
| Partido/Alianza         | Partido/Alianza                     | Votos                 | %                     | Electo                      |
|                         | Frente para la Victoria             | 5.305                 | 49,64                 | - Juan Francisco Cerdera    |
|                         | Frente Provincia Unida              | 3.697                 | 34,60                 |                             |
|                         | Frente Movimiento Vida y Compromiso | 1.118                 | 10,46                 |                             |
|                         | Frente Movimiento Popular y Social  | 184                   | 1,72                  |                             |
|                         | Cruzada Renovadora                  | 160                   | 1,50                  |                             |
|                         | Dignidad Ciudadana                  | 133                   | 1,24                  |                             |
|                         | Izquierda Unida                     | 89                    | 0,83                  |                             |
| Votos positivos         | Votos positivos                     | 10.686                | 92,74                 |                             |
| Votos en blanco         | Votos en blanco                     | 804                   | 6,98                  |                             |
| Votos nulos             | Votos nulos                         | 32                    | 0,28                  |                             |
| Participación           | Participación                       | 11.522                | 84,30                 |                             |
| Electores registrados   | Electores registrados               | 13.668                | 100                   |                             |
| Angaco 1 Diputado       |                                     |                       |                       |                             |
| Partido/Alianza         | Partido/Alianza                     | Votos                 | %                     | Electo                      |
|                         | Frente para la Victoria             | 1.426                 | 32,48                 | - Mercedes Garay            |
|                         | Frente Provincia Unida              | 1.234                 | 28,11                 |                             |
|                         | Frente Movimiento Vida y Compromiso | 926                   | 21,09                 |                             |
|                         | Partido Federal                     | 573                   | 13,05                 |                             |
|                         | Recrear para el Crecimiento         | 155                   | 3,53                  |                             |
|                         | Cruzada Renovadora                  | 76                    | 1,73                  |                             |
| Votos positivos         | Votos positivos                     | 4.390                 | 87,75                 |                             |
| Votos en blanco         | Votos en blanco                     | 599                   | 11,97                 |                             |
| Votos nulos             | Votos nulos                         | 14                    | 0,28                  |                             |
| Participación           | Participación                       | 5.003                 | 83,24                 |                             |
| Electores registrados   | Electores registrados               | 6.010                 | 100                   |                             |
| Calingasta 1 Diputado   |                                     |                       |                       |                             |
| Partido/Alianza         | Partido/Alianza                     | Votos                 | %                     | Electo                      |
|                         | Frente Movimiento Vida y Compromiso | 1.591                 | 38,64                 | - Emilio Alfredo Amin       |
|                         | Frente Provincia Unida              | 1.198                 | 29,09                 |                             |
|                         | Frente para la Victoria             | 1.052                 | 25,55                 |                             |
|                         | Recrear para el Crecimiento         | 182                   | 4,42                  |                             |
|                         | Cruzada Renovadora                  | 95                    | 2,31                  |                             |
| Votos positivos         | Votos positivos                     | 4.118                 | 89,68                 |                             |
| Votos en blanco         | Votos en blanco                     | 442                   | 9,63                  |                             |
| Votos nulos             | Votos nulos                         | 32                    | 0,70                  |                             |
| Participación           | Participación                       | 4.592                 | 80,21                 |                             |
| Electores registrados   | Electores registrados               | 5.725                 | 100                   |                             |
| Capital 1 Diputado      |                                     |                       |                       |                             |
| Partido/Alianza         | Partido/Alianza                     | Votos                 | %                     | Electo                      |
|                         | Frente Movimiento Vida y Compromiso | 13.831                | 23,67                 | - José Nazareno Gazze       |
|                         | Frente para la Victoria             | 12.263                | 20,99                 |                             |
|                         | Frente Provincia Unida              | 12.175                | 20,84                 |                             |
|                         | Partido Intransigente               | 9.132                 | 15,63                 |                             |
|                         | Cruzada Renovadora                  | 4.555                 | 7,80                  |                             |
|                         | Dignidad Ciudadana                  | 3.033                 | 5,19                  |                             |
|                         | Alternativa Progresista             | 1.251                 | 2,14                  |                             |
|                         | Partido Federal                     | 658                   | 1,13                  |                             |
|                         | Izquierda Unida                     | 634                   | 1,09                  |                             |
|                         | Recrear para el Crecimiento         | 618                   | 1,06                  |                             |
|                         | Frente Movimiento Popular y Social  | 281                   | 0,48                  |                             |
| Votos positivos         | Votos positivos                     | 58.431                | 84,59                 |                             |
| Votos en blanco         | Votos en blanco                     | 9.948                 | 14,40                 |                             |
| Votos nulos             | Votos nulos                         | 698                   | 1,01                  |                             |
| Participación           | Participación                       | 69.077                | 73,55                 |                             |
| Electores registrados   | Electores registrados               | 93.918                | 100                   |                             |
| Caucete 1 Diputado      |                                     |                       |                       |                             |
| Partido/Alianza         | Partido/Alianza                     | Votos                 | %                     | Electo                      |
|                         | Frente para la Victoria             | 5.520                 | 39,70                 | - Antonio Jaime Salva       |
|                         | Frente Movimiento Vida y Compromiso | 4.201                 | 30,21                 |                             |
|                         | Frente Provincia Unida              | 3.248                 | 23,36                 |                             |
|                         | Frente Movimiento Popular y Social  | 392                   | 2,82                  |                             |
|                         | Cruzada Renovadora                  | 365                   | 2,62                  |                             |
|                         | Izquierda Unida                     | 102                   | 0,73                  |                             |
|                         | Recrear para el Crecimiento         | 77                    | 0,55                  |                             |
| Votos positivos         | Votos positivos                     | 13.905                | 84,63                 |                             |
| Votos en blanco         | Votos en blanco                     | 2.457                 | 14,95                 |                             |
| Votos nulos             | Votos nulos                         | 69                    | 0,42                  |                             |
| Participación           | Participación                       | 16.431                | 76,86                 |                             |
| Electores registrados   | Electores registrados               | 21.378                | 100                   |                             |
| Chimbas 1 Diputado      |                                     |                       |                       |                             |
| Partido/Alianza         | Partido/Alianza                     | Votos                 | %                     | Electo                      |
|                         | Frente para la Victoria             | 10.370                | 36,71                 | - Roque Manuel Elizondo     |
|                         | Frente Movimiento Vida y Compromiso | 7.709                 | 27,29                 |                             |
|                         | Frente Provincia Unida              | 6.822                 | 24,15                 |                             |
|                         | Cruzada Renovadora                  | 1.378                 | 4,88                  |                             |
|                         | Frente Grande                       | 541                   | 1,92                  |                             |
|                         | Dignidad Ciudadana                  | 322                   | 1,14                  |                             |
|                         | Recrear para el Crecimiento         | 263                   | 0,93                  |                             |
|                         | Partido Federal                     | 250                   | 0,89                  |                             |
|                         | Frente Movimiento Popular y Social  | 223                   | 0,79                  |                             |
|                         | Alternativa Progresista             | 209                   | 0,74                  |                             |
|                         | Izquierda Unida                     | 158                   | 0,56                  |                             |
| Votos positivos         | Votos positivos                     | 28.245                | 88,71                 |                             |
| Votos en blanco         | Votos en blanco                     | 3.433                 | 10,78                 |                             |
| Votos nulos             | Votos nulos                         | 162                   | 0,51                  |                             |
| Participación           | Participación                       | 31.840                | 77,41                 |                             |
| Electores registrados   | Electores registrados               | 41.132                | 100                   |                             |
| Iglesia 1 Diputado      |                                     |                       |                       |                             |
| Partido/Alianza         | Partido/Alianza                     | Votos                 | %                     | Electo                      |
|                         | Frente para la Victoria             | 1.594                 | 41,51                 | - Leoncio Guillermo Alonso  |
|                         | Frente Provincia Unida              | 1.323                 | 34,45                 |                             |
|                         | Frente Movimiento Vida y Compromiso | 478                   | 12,45                 |                             |
|                         | Recrear para el Crecimiento         | 418                   | 10,89                 |                             |
|                         | Cruzada Renovadora                  | 27                    | 0,70                  |                             |
| Votos positivos         | Votos positivos                     | 3.840                 | 94,79                 |                             |
| Votos en blanco         | Votos en blanco                     | 198                   | 4,89                  |                             |
| Votos nulos             | Votos nulos                         | 13                    | 0,32                  |                             |
| Participación           | Participación                       | 4.051                 | 8717                  |                             |
| Electores registrados   | Electores registrados               | 4.647                 | 100                   |                             |
| Jáchal 1 Diputado       |                                     |                       |                       |                             |
| Partido/Alianza         | Partido/Alianza                     | Votos                 | %                     | Electo                      |
|                         | Frente Movimiento Vida y Compromiso | 5.255                 | 43,60                 | - Jorge Luís Agüero         |
|                         | Frente para la Victoria             | 3.644                 | 30,24                 |                             |
|                         | Frente Provincia Unida              | 2.874                 | 23,85                 |                             |
|                         | Recrear para el Crecimiento         | 130                   | 1,08                  |                             |
|                         | Cruzada Renovadora                  | 105                   | 0,87                  |                             |
|                         | Frente Movimiento Popular y Social  | 44                    | 0,37                  |                             |
| Votos positivos         | Votos positivos                     | 12.052                | 93,94                 |                             |
| Votos en blanco         | Votos en blanco                     | 744                   | 5,80                  |                             |
| Votos nulos             | Votos nulos                         | 33                    | 0,26                  |                             |
| Participación           | Participación                       | 12.829                | 83,79                 |                             |
| Electores registrados   | Electores registrados               | 15.311                | 100                   |                             |
| Pocito 1 Diputado       |                                     |                       |                       |                             |
| Partido/Alianza         | Partido/Alianza                     | Votos                 | %                     | Electo                      |
|                         | Frente Movimiento Vida y Compromiso | 6.279                 | 41,13                 | - Jorge Osvaldo Pi          |
|                         | Frente para la Victoria             | 5.753                 | 37,68                 |                             |
|                         | Frente Provincia Unida              | 2.310                 | 15,13                 |                             |
|                         | Cruzada Renovadora                  | 552                   | 3,62                  |                             |
|                         | Frente Movimiento Popular y Social  | 166                   | 1,09                  |                             |
|                         | Partido Federal                     | 112                   | 0,73                  |                             |
|                         | Izquierda Unida                     | 95                    | 0,62                  |                             |
| Votos positivos         | Votos positivos                     | 15.267                | 88,64                 |                             |
| Votos en blanco         | Votos en blanco                     | 1.912                 | 11,10                 |                             |
| Votos nulos             | Votos nulos                         | 45                    | 0,26                  |                             |
| Participación           | Participación                       | 17.224                | 76,25                 |                             |
| Electores registrados   | Electores registrados               | 22.588                | 100                   |                             |
| Rawson 1 Diputado       |                                     |                       |                       |                             |
| Partido/Alianza         | Partido/Alianza                     | Votos                 | %                     | Electo                      |
|                         | Frente para la Victoria             | 20.156                | 43,43                 | - Miguel Martín Martín      |
|                         | Frente Movimiento Vida y Compromiso | 12.873                | 27,74                 |                             |
|                         | Frente Provincia Unida              | 8.430                 | 18,16                 |                             |
|                         | Cruzada Renovadora                  | 2.355                 | 5,07                  |                             |
|                         | Dignidad Ciudadana                  | 892                   | 1,92                  |                             |
|                         | Recrear para el Crecimiento         | 439                   | 0,95                  |                             |
|                         | Alternativa Progresista             | 396                   | 0,85                  |                             |
|                         | Izquierda Unida                     | 373                   | 0,80                  |                             |
|                         | Frente Movimiento Popular y Social  | 227                   | 0,49                  |                             |
|                         | Frente Grande                       | 270                   | 0,58                  |                             |
| Votos positivos         | Votos positivos                     | 46.411                | 89,19                 |                             |
| Votos en blanco         | Votos en blanco                     | 5.367                 | 10,31                 |                             |
| Votos nulos             | Votos nulos                         | 261                   | 0,50                  |                             |
| Participación           | Participación                       | 52.039                | 75,11                 |                             |
| Electores registrados   | Electores registrados               | 69.285                | 100                   |                             |
| Rivadavia 1 Diputado    |                                     |                       |                       |                             |
| Partido/Alianza         | Partido/Alianza                     | Votos                 | %                     | Electo                      |
|                         | Frente para la Victoria             | 12.351                | 40,18                 | - Elías Justo Álvarez       |
|                         | Frente Movimiento Vida y Compromiso | 9.243                 | 30,07                 |                             |
|                         | Frente Provincia Unida              | 4.629                 | 15,06                 |                             |
|                         | Cruzada Renovadora                  | 1.972                 | 6,42                  |                             |
|                         | Dignidad Ciudadana                  | 896                   | 2,91                  |                             |
|                         | Recrear para el Crecimiento         | 472                   | 1,54                  |                             |
|                         | Alternativa Progresista             | 360                   | 1,17                  |                             |
|                         | Izquierda Unida                     | 323                   | 1,05                  |                             |
|                         | Frente Grande                       | 268                   | 0,87                  |                             |
|                         | Frente Movimiento Popular y Social  | 224                   | 0,73                  |                             |
| Votos positivos         | Votos positivos                     | 30.738                | 86,60                 |                             |
| Votos en blanco         | Votos en blanco                     | 4.458                 | 12,56                 |                             |
| Votos nulos             | Votos nulos                         | 298                   | 0,84                  |                             |
| Participación           | Participación                       | 35.494                | 77,49                 |                             |
| Electores registrados   | Electores registrados               | 45.806                | 100                   |                             |
| San Martín 1 Diputado   |                                     |                       |                       |                             |
| Partido/Alianza         | Partido/Alianza                     | Votos                 | %                     | Electo                      |
|                         | Frente Provincia Unida              | 2.551                 | 48,33                 | - Roberto Ramón Aguilera    |
|                         | Frente Movimiento Popular y Social  | 1.435                 | 27,19                 |                             |
|                         | Frente para la Victoria             | 960                   | 18,19                 |                             |
|                         | Frente Movimiento Vida y Compromiso | 245                   | 4,64                  |                             |
|                         | Cruzada Renovadora                  | 87                    | 1,65                  |                             |
| Votos positivos         | Votos positivos                     | 5.278                 | 94,28                 |                             |
| Votos en blanco         | Votos en blanco                     | 289                   | 5,16                  |                             |
| Votos nulos             | Votos nulos                         | 31                    | 0,55                  |                             |
| Participación           | Participación                       | 5.598                 | 83,35                 |                             |
| Electores registrados   | Electores registrados               | 6.716                 | 100                   |                             |
| Santa Lucía 1 Diputado  |                                     |                       |                       |                             |
| Partido/Alianza         | Partido/Alianza                     | Votos                 | %                     | Electo                      |
|                         | Frente para la Victoria             | 6.378                 | 31,02                 | - Luis Eduardo Martinazzo   |
|                         | Frente Movimiento Vida y Compromiso | 6.353                 | 30,90                 |                             |
|                         | Partido Federal                     | 3.078                 | 14,97                 |                             |
|                         | Frente Provincia Unida              | 3.050                 | 14,83                 |                             |
|                         | Cruzada Renovadora                  | 674                   | 3,28                  |                             |
|                         | Dignidad Ciudadana                  | 470                   | 2,29                  |                             |
|                         | Recrear para el Crecimiento         | 185                   | 0,90                  |                             |
|                         | Alternativa Progresista             | 168                   | 0,82                  |                             |
|                         | Frente Movimiento Popular y Social  | 111                   | 0,54                  |                             |
|                         | Izquierda Unida                     | 94                    | 0,46                  |                             |
| Votos positivos         | Votos positivos                     | 20.561                | 88,40                 |                             |
| Votos en blanco         | Votos en blanco                     | 2.545                 | 10,94                 |                             |
| Votos nulos             | Votos nulos                         | 152                   | 0,65                  |                             |
| Participación           | Participación                       | 23.258                | 77,40                 |                             |
| Electores registrados   | Electores registrados               | 30.050                | 100                   |                             |
| Sarmiento 1 Diputado    |                                     |                       |                       |                             |
| Partido/Alianza         | Partido/Alianza                     | Votos                 | %                     | Electo                      |
|                         | Frente Movimiento Vida y Compromiso | 2.439                 | 26,88                 | - Víctor Hugo Muñoz Carpino |
|                         | Frente para la Victoria             | 2.264                 | 24,96                 |                             |
|                         | Frente Movimiento Popular y Social  | 2.042                 | 22,51                 |                             |
|                         | Frente Provincia Unida              | 1.681                 | 18,53                 |                             |
|                         | Cruzada Renovadora                  | 405                   | 4,46                  |                             |
|                         | Frente Grande                       | 241                   | 2,66                  |                             |
| Votos positivos         | Votos positivos                     | 9.072                 | 92,48                 |                             |
| Votos en blanco         | Votos en blanco                     | 697                   | 7,10                  |                             |
| Votos nulos             | Votos nulos                         | 41                    | 0,42                  |                             |
| Participación           | Participación                       | 9.810                 | 81,10                 |                             |
| Electores registrados   | Electores registrados               | 12.096                | 100                   |                             |
| Ullum 1 Diputado        |                                     |                       |                       |                             |
| Partido/Alianza         | Partido/Alianza                     | Votos                 | %                     | Electo                      |
|                         | Frente para la Victoria             | 954                   | 42,31                 | - Jorge Agapito Gil         |
|                         | Frente Movimiento Popular y Social  | 529                   | 23,46                 |                             |
|                         | Frente Movimiento Vida y Compromiso | 480                   | 21,29                 |                             |
|                         | Frente Provincia Unida              | 238                   | 10,55                 |                             |
|                         | Cruzada Renovadora                  | 54                    | 2,39                  |                             |
| Votos positivos         | Votos positivos                     | 2.255                 | 93,53                 |                             |
| Votos en blanco         | Votos en blanco                     | 151                   | 6,26                  |                             |
| Votos nulos             | Votos nulos                         | 5                     | 0,21                  |                             |
| Participación           | Participación                       | 2.411                 | 88,22                 |                             |
| Electores registrados   | Electores registrados               | 2.733                 | 100                   |                             |
| Valle Fértil 1 Diputado |                                     |                       |                       |                             |
| Partido/Alianza         | Partido/Alianza                     | Votos                 | %                     | Electo                      |
|                         | Frente Provincia Unida              | 1.258                 | 34,81                 | - Argentino Neri Pareja     |
|                         | Frente Movimiento Vida y Compromiso | 1.228                 | 33,98                 |                             |
|                         | Frente para la Victoria             | 1.079                 | 29,86                 |                             |
|                         | Cruzada Renovadora                  | 49                    | 1,36                  |                             |
| Votos positivos         | Votos positivos                     | 3.614                 | 90,10                 |                             |
| Votos en blanco         | Votos en blanco                     | 379                   | 9,45                  |                             |
| Votos nulos             | Votos nulos                         | 18                    | 0,45                  |                             |
| Participación           | Participación                       | 4.011                 | 86,69                 |                             |
| Electores registrados   | Electores registrados               | 4.627                 | 100                   |                             |
| Zonda 1 Diputado        |                                     |                       |                       |                             |
| Partido/Alianza         | Partido/Alianza                     | Votos                 | %                     | Electo                      |
|                         | Frente para la Victoria             | 864                   | 38,95                 | - Marcio Silvio Meglioli    |
|                         | Frente Provincia Unida              | 702                   | 31,65                 |                             |
|                         | Frente Movimiento Vida y Compromiso | 542                   | 24,44                 |                             |
|                         | Recrear para el Crecimiento         | 66                    | 2,98                  |                             |
|                         | Cruzada Renovadora                  | 44                    | 1,98                  |                             |
| Votos positivos         | Votos positivos                     | 2.218                 | 95,36                 |                             |
| Votos en blanco         | Votos en blanco                     | 101                   | 4,34                  |                             |
| Votos nulos             | Votos nulos                         | 7                     | 0,30                  |                             |
| Participación           | Participación                       | 2.326                 | 89,56                 |                             |
| Electores registrados   | Electores registrados               | 2.597                 | 100                   |                             |